# Capilla-Tribuna de la Cruz Blanca
La capilla-tribuna de la Cruz Blanca es una capilla situada en la localidad malagueña de Antequera, España. 

## Descripción
Se trata de una construcción abierta de tipo callejero, que se utilizaba como punto de parada de teatral en el desarrollo de la Procesión de la Virgen del Socorro en la tarde del Viernes Santo. Desarrolla un tríptico de dos plantas superpuestas con arcos carpaneles, en planta baja los arcos descansan sobre pilares de caliza roja "El Torcal de Antequera" y en alta sobre pilastras almohadilladas con estilizados estípites sobrepuestos. Se remata en pesadillas a tres aguas hacia delante.
Esta construcción que es toda de ladrillo visto salvo los pilares del pórtico, se levantó hacia 1774 por el alarife antequerano Martín de Bogas.